# Ponzio Pilato
Ponzio Pilato (in latino Pontius Pilatus; in greco antico: Πόντιος Πιλᾶτος?, Póntios Pilâtos; in ebraico פונטיוס פילאטוס‎?; fine I secolo a.C./inizio I secolo – I secolo) è stato un politico e militare romano, che fu prefetto della Giudea per circa un decennio durante il regno di Tiberio, negli anni intorno al 30.
È ricordato principalmente per il ruolo che le fonti cristiane gli attribuiscono nel processo di Gesù e per le leggende fiorite nei secoli successivi, che arrivarono in alcuni casi a considerarlo un santo e un martire: per tale motivo è ricordato come martire dalla Chiesa copta e come santo dalla Chiesa etiope. Al riguardo brevemente è ricordato anche da Tacito e Flavio Giuseppe.

## Le fonti storiografiche
Le fonti antiche che parlano di lui sono due autori giudei del I secolo d.C: Flavio Giuseppe, la fonte principale, ne parla nelle opere Guerra giudaica (scritta negli anni 70) e soprattutto Antichità giudaiche (scritta negli anni 90); Filone di Alessandria ne parla ne L'ambasceria a Gaio, scritta circa nel 41, il che ne fa temporalmente la fonte più vicina agli eventi. Un breve accenno è inoltre presente negli Annali di Tacito; i due libri di tale opera in cui, presumibilmente, si doveva parlare anche del mandato di Pilato in Giudea sono andati perduti. Infine bisogna citare anche le lettere di Ignazio di Antiochia agli Smirnei, ai Magnesi e ai Tralli, scritte all'inizio del II secolo.

## Biografia
Il nome di Ponzio sembrerebbe rimandare a origini sannite. Il cognome è stato talvolta fatto derivare da pileus, un copricapo usato durante l'affrancamento degli schiavi, il che ne farebbe un liberto o almeno discendente di liberti; altri lo hanno associato, con maggiore verosomiglianza, a pilum, un giavellotto; il praenomen non è riportato da alcuna fonte.
Come tutti i funzionari di rango minore doveva appartenere all'ordine equestre.
Dopo Valerio Grato, fu il quinto prefetto della Giudea, in carica tra gli anni 26 e 36. Alcuni studiosi hanno ipotizzato (essendo l'anno del suo insediamento lo stesso del ritiro di Tiberio a Capri) che la sua nomina a governatore sia stata dovuta all'appoggio di Seiano; altri, invece, escludono tale collegamento tra Pilato e il prefetto del pretorio.
Secondo quanto riportato da Flavio Giuseppe, Pilato provò senza successo a romanizzare la Giudea, introducendo immagini dell'imperatore a Gerusalemme (cosa che suscitò una forte protesta perché la legge mosaica non lo consentiva) e provando a costruire un acquedotto coi fondi che si raccoglievano nel Tempio. Secondo Filone di Alessandria, Pilato sarebbe stato corrotto, licenzioso e crudele e avrebbe rubato e comminato condanne senza processo.
Anche se Gerusalemme rimaneva la capitale, il governatore romano aveva la sua residenza a Cesarea che, grazie alla sua ubicazione, rappresentava una buona scelta strategica.
È famoso per il ruolo che svolse nella passione di Gesù, secondo quanto testimoniano i Vangeli, poiché fu giudice del processo di Gesù: rifiutatosi di condannarlo, in seguito si "lavò le mani", cedendo di fatto alle richieste dei sadducei che volevano la crocifissione. Gli studiosi moderni hanno notato di come gli evangelisti abbiano dato di Pilato un'immagine relativamente "amichevole" rispetto alla descrizione che di lui fecero Giuseppe Flavio e soprattutto Filone; tutti e quattro i vangeli canonici concordano sul rifiuto di Pilato di condannare il Nazareno, cedendo soltanto contro il suo volere (rappresentato in Matteo 27:24 dal noto episodio del "lavaggio delle mani") alle richieste dei sadducei che volevano la crocifissione.
Il governatore (legato) di Siria, Lucio Vitellio (padre del futuro princeps), lo destituì nell'anno 36 o 37 a causa della durezza con cui aveva represso i Samaritani che avevano messo in atto la rivolta del monte Garizim e lo inviò a Roma per rispondere del suo operato davanti al principe. Ma prima che Pilato potesse raggiungere Roma, Tiberio morì. Da questo momento la sua figura scompare dalle fonti e non è noto il suo destino. Secondo Svetonio uno dei primi atti di Caligola come imperatore fu di concedere l'amnistia ai condannati da Tiberio e a tutti coloro che erano imputati in un processo; è perciò possibile che Pilato sia riuscito ad evitare il processo a suo carico.
Nel ruolo di prefetto della Giudea gli subentrò Marcello, amico di Lucio Vitellio.

### Iscrizione di Cesarea di Giudea
Nel 1961, presso l'anfiteatro romano di Cesarea, è stata rinvenuta casualmente una lapide risalente al periodo tiberiano, su cui Pilato era menzionato nell'incisione incompleta, che recita: "[Caesarensibu]s Tiberiéum/[Pon]tius Pilatus/[Praef]ectus Iuda[ea]e", traducibile forse come "presso i Cesarensi, Ponzio Pilato, Prefetto di Giudea, [dedicato a] Tiberio". Altre interpretazioni riferiscono di una possibile attestazione di lavori effettuati da Pilato presso l'anfiteatro della città, forse colpita da un terremoto, o della presenza sul luogo del ritrovamento di un tempio realizzato in onore dell'imperatore da Pilato.

## Ruolo nella passione di Gesù

### Negli scritti cristiani
Secondo il Nuovo Testamento - benché secondo alcuni tali narrazioni non siano storicamente conciliabili e attendibili, rappresentando queste, per certi studiosi, la personale interpretazione teologica di ogni evangelista su precedenti materiali della tradizione cristiana - Gesù fu portato al cospetto di Pilato dalle autorità ebraiche di Gerusalemme, che, dopo averlo arrestato, lo interrogarono e ricevettero delle risposte che lo fecero considerare blasfemo.
Pilato compare in tutti e quattro i Vangeli canonici. Il Vangelo secondo Marco mostra Gesù innocente dell'accusa di avere complottato contro l'impero romano e raffigura Pilato come estremamente riluttante a giustiziarlo, dando la colpa alle gerarchie giudaiche per la condanna, anche se Pilato era l'unica autorità in grado di decidere una condanna a morte. Nel Vangelo secondo Matteo Pilato si lava le mani del caso e, riluttante, manda Gesù a morte. Nel Vangelo secondo Luca è scritto: "Pilato, riuniti i sommi sacerdoti, le autorità e il popolo, disse: «Mi avete portato quest'uomo come sobillatore del popolo; ecco, l'ho esaminato davanti a voi, ma non ho trovato in lui nessuna colpa di quelle di cui lo accusate; e neanche Erode, infatti ce l'ha rimandato. Ecco, egli non ha fatto nulla che meriti la morte»" (Lc 23, 13-15). Nel Vangelo secondo Giovanni Pilato interroga Gesù, che non afferma di essere né il Figlio dell'Uomo né il Messia, ma gli dà conferma rispondendo "tu lo dici: io sono" (Gv 18,37).

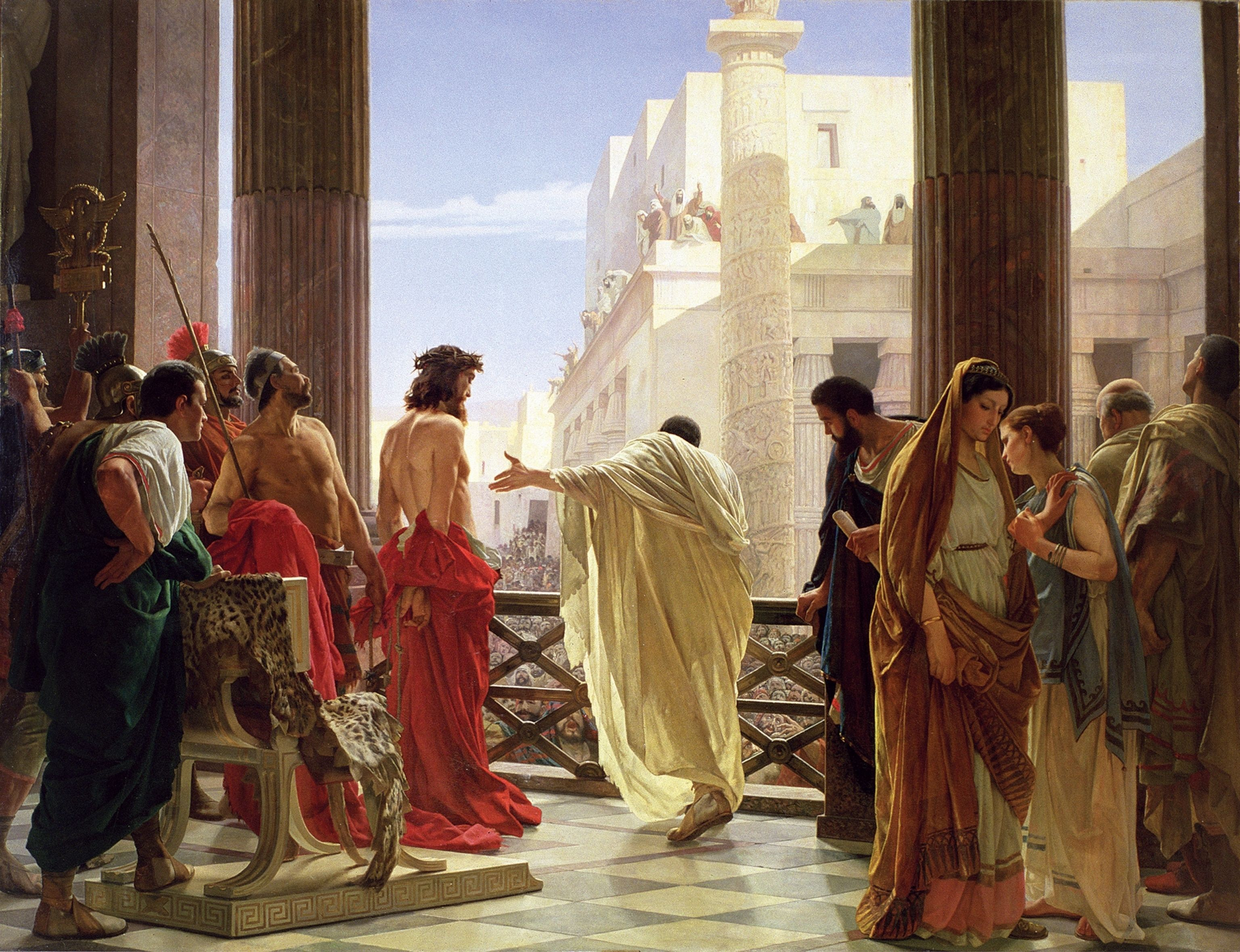
Ecce Homo, dipinto di Antonio Ciseri, raffigurante Ponzio Pilato che presenta Gesù flagellato alla gente di Gerusalemme

In merito alla figura di Ponzio Pilato, il racconto dei Vangeli non appare storico e gli esegeti del cattolico "Nuovo Grande Commentario Biblico" osservano che "i ritratti che ne danno i vangeli come di un uomo indeciso e preoccupato della giustizia contraddicono altre antiche descrizioni della sua crudeltà e ostinazione", mentre il teologo John Dominic Crossan, ex sacerdote cattolico e tra i cofondatori del Jesus Seminar, rileva come le informazioni "riguardanti Pilato [che ci giungono] da Flavio Giuseppe mostrano la sua mancanza di interesse per la sensibilità religiosa ebraica e la sua capacità di avere metodi piuttosto brutali per il controllo della popolazione".
La domanda più importante che Pilato fece a Gesù fu se lui considerasse se stesso come re dei Giudei. Nella prosecuzione dell'interrogatorio, secondo il Vangelo secondo Giovanni, Gesù affermò di essere venuto nel mondo per rendere testimonianza alla verità e proseguì dicendo: «Chiunque è dalla verità, ascolta la mia voce»; al che Pilato chiese: «Che cos'è la verità?». Tale descrizione dell'interrogatorio, data dal solo Vangelo secondo Giovanni, è storicamente inverosimile, presentando la massima autorità romana Ponzio Pilato, noto per la sua crudeltà nei confronti degli Ebrei, che fa da spola fuori e dentro il pretorio almeno 6 volte, fungendo da portavoce tra Gesù e i capi giudei; questo per non urtare la sensibilità religiosa dei suoi sudditi, in quanto i capi dei giudei non vollero entrare nel pretorio per non compromettere la loro purità rituale, in vista della cena pasquale di quella sera.
Pilato tentò di non condannare Gesù e, visto che in occasione della Pasqua era usanza che fosse liberato un prigioniero, Pilato lasciò al popolo la scelta tra Gesù e un assassino di nome Barabba. Tale episodio, anche secondo molti studiosi cristiani, è da ritenersi leggendario e, in merito a questa amnistia per la Pasqua, va rilevato come non sia mai stata documentata storicamente per nessun governatore romano di alcuna provincia e gli stessi evangelisti sono in disaccordo se tale amnistia provenisse dai Romani o dagli Ebrei; anche la figura di Barabba, personaggio che non è menzionato al di fuori dei vangeli, probabilmente non è storica, ma anch'essa di natura teologica.
Nel solo Vangelo secondo Matteo ci sono alcuni altri elementi: un intervento della moglie di Pilato (secondo la tradizione successiva chiamata Claudia Procula), che gli consiglia di rilasciare Gesù, e l'episodio di Pilato che si lava le mani davanti alla folla dicendo: «Non sono responsabile, disse, di questo sangue; vedetevela voi!», cui gli Ebrei rispondono: «Il suo sangue ricada sopra di noi e sopra i nostri figli» (Mt27,24-25). Tutti questi elementi, presenti nel solo Vangelo di Matteo, non sono considerati storici - così come gli episodi matteani, relativi a Giuda, dei 30 pezzi di argento e del Campo di sangue -, ma sono elementi tratti da tradizioni popolari e inseriti dall'evangelista per i suoi scopi teologici. In particolare, l'assunzione di responsabilità degli Ebrei, in risposta al lavarsi le mani di Pilato, "com'è noto […] non è storica: proietta all'indietro le polemiche tra i Giudei e i seguaci di Gesù della fine del I secolo"; tale episodio, atto a scagionare Pilato, sarà utilizzato dai cristiani in maniera antiebraica e sarà "trattato come se fosse una auto maledizione con la quale la gente ebraica attirò su sé stessa il sangue di Gesù per tutti i tempi successivi". Il gesto di lavarsi le mani, inoltre, per quanto presente nella letteratura classica greca, sarebbe stato introdotto dall'evangelista - che scriveva alcuni decenni dopo e in ambiente greco-romano, al di fuori della Palestina - per esprimersi "con un linguaggio comprensibile per i lettori «giudeo-cristiani» che sapevano del rituale" e non appare storicamente plausibile in riferimento a Pilato.
Riguardo alla flagellazione di Gesù, presentata nel processo di fronte a Pilato, gli evangelisti riportano differenti resoconti: Luca parla di una fustigazione (pena meno grave in cui si percuoteva il condannato senza frustarlo) e la pone a metà processo, senza evidenziare che tale pena sia poi stata applicata; Giovanni pone la flagellazione (pena più severa, in cui si colpiva il condannato con un flagello, cioè una frusta, fatto di lacci di cuoio aventi in punta schegge d'ossa, piombi e pungiglioni) a metà processo, stessa scelta temporale di Luca; Marco/Matteo fanno invece riferimento a una flagellazione a processo terminato; la versione storicamente più verosimile appare essere quella di Marco/Matteo: la flagellazione era posta dopo la condanna e come parte della pena insieme alla crocifissione.
Pilato è anche presente negli Atti di Pilato, un apocrifo biblico del II/III secolo.
Eusebio di Cesarea, citando degli scritti apocrifi, afferma che Pilato non ebbe fortuna sotto il regno di Caligola, che lo inviò nelle Gallie, dove si sarebbe suicidato nella città di Vienne. Anche secondo Agapio di Ierapoli Pilato si suicidò durante il primo anno del regno di Caligola.

### Fonti antiche non cristiane
Un altro testo che parla di Pilato in relazione a Gesù è il Testimonium Flavianum, un brano tramandato all'interno delle Antichità giudaiche dello storico giudeo Flavio Giuseppe e risalente all'anno 93 o 94:
Il Testimonium Flavianum tuttavia è da tempo oggetto di importanti dibattiti: sembra improbabile che uno storico di fede ebraica, che non aderì mai al cristianesimo, possa avere affermato con così tanta sicurezza che Gesù fosse il Cristo e che egli fosse risorto dai morti. Per tale motivo, gli studiosi odierni ritengono che il Testimonium originariamente scritto da Flavio Giuseppe sia stato oggetto di un'interpolazione da parte dei copisti cristiani, che avrebbero aggiunto a esso materiale non presente nell'opera originale.
Nonostante ciò, la maggioranza degli studiosi odierni ritiene che il Testimonium non sia una completa interpolazione cristiana e che fosse originariamente presente nel testo delle Antichità Giudaiche, sebbene sia stato poi oggetto di modifiche da parte di copisti.
Un riferimento a Pilato è inoltre presente nel brano dello storico romano Tacito risalente all'anno 116 o 117:
Secondo alcuni, in questo passo di Tacito ci sarebbe un errore: a Pilato infatti viene assegnato il ruolo di procuratore e non quello di prefetto, mentre tale titolo, a parere di alcuni studiosi, entrò in uso solo dal 44. Inoltre il fatto che Pilato venisse anche qualificato con il titolo di prefetto è confermato dal rinvenimento dell'iscrizione di Cesarea, dov'è appunto definito Prefetto della Giudea.
Altri fanno però notare come il termine "procuratore" venga attribuito da Flavio Giuseppe anche a Coponio, il primo prefectus cum iure gladii della Giudea appena diventata provincia romana. Questo dimostrerebbe una certa confusione nell'uso dei termini da parte degli storici antichi: prefetto indicava un ruolo militare, mentre procuratore un ruolo legato alle finanze.

### Pilato nella Chiesa ortodossa etiope
La Chiesa ortodossa etiope segue una tradizione secondo cui, dopo il processo a Gesù, Pilato si convertì; per questo lo venera come santo, celebrandone la ricorrenza il 25 giugno.

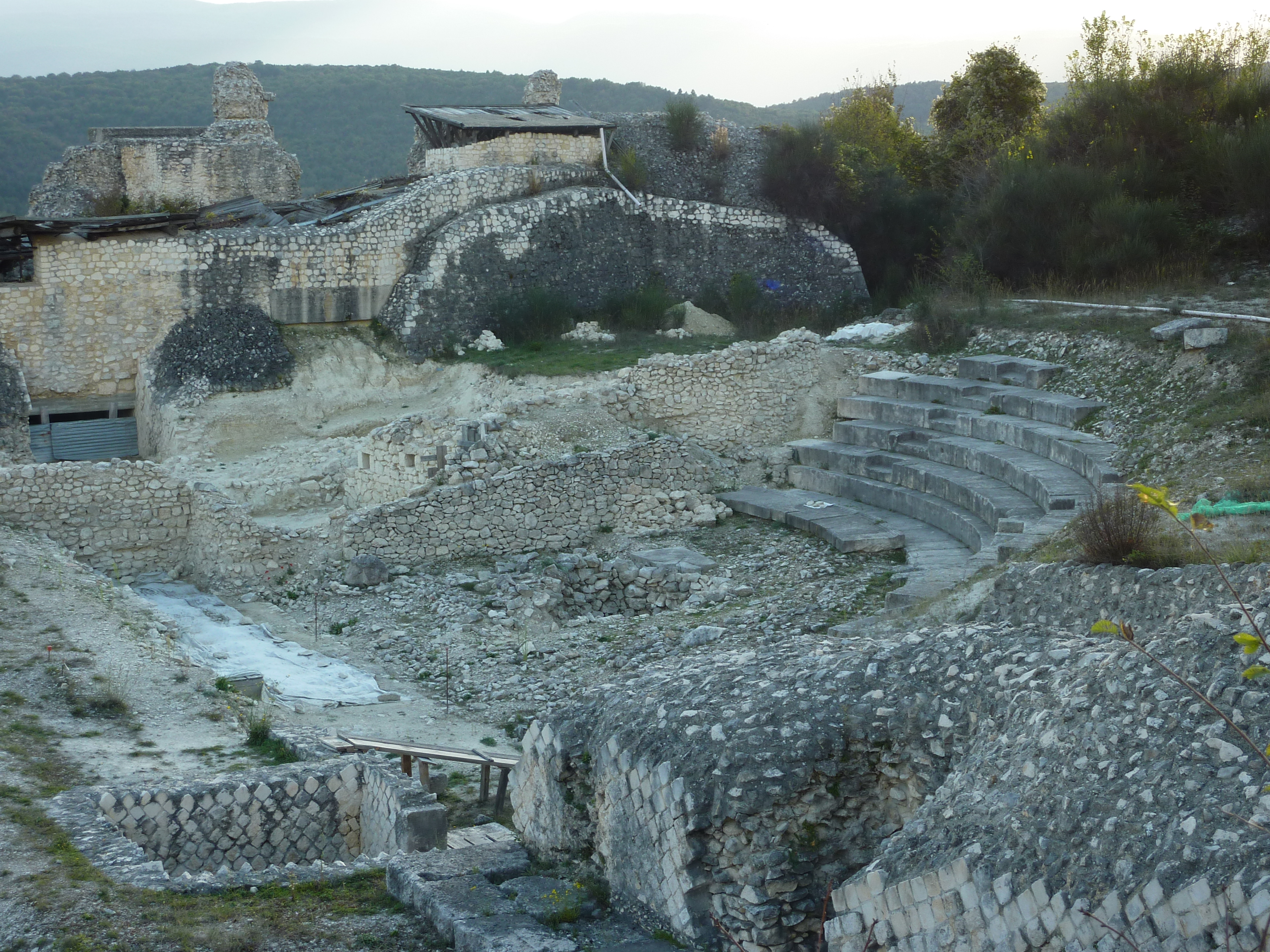
Resti di Peltuinum, in provincia dell'Aquila, dove Pilato avrebbe posseduto la villa dell'esilio

## Nella leggenda

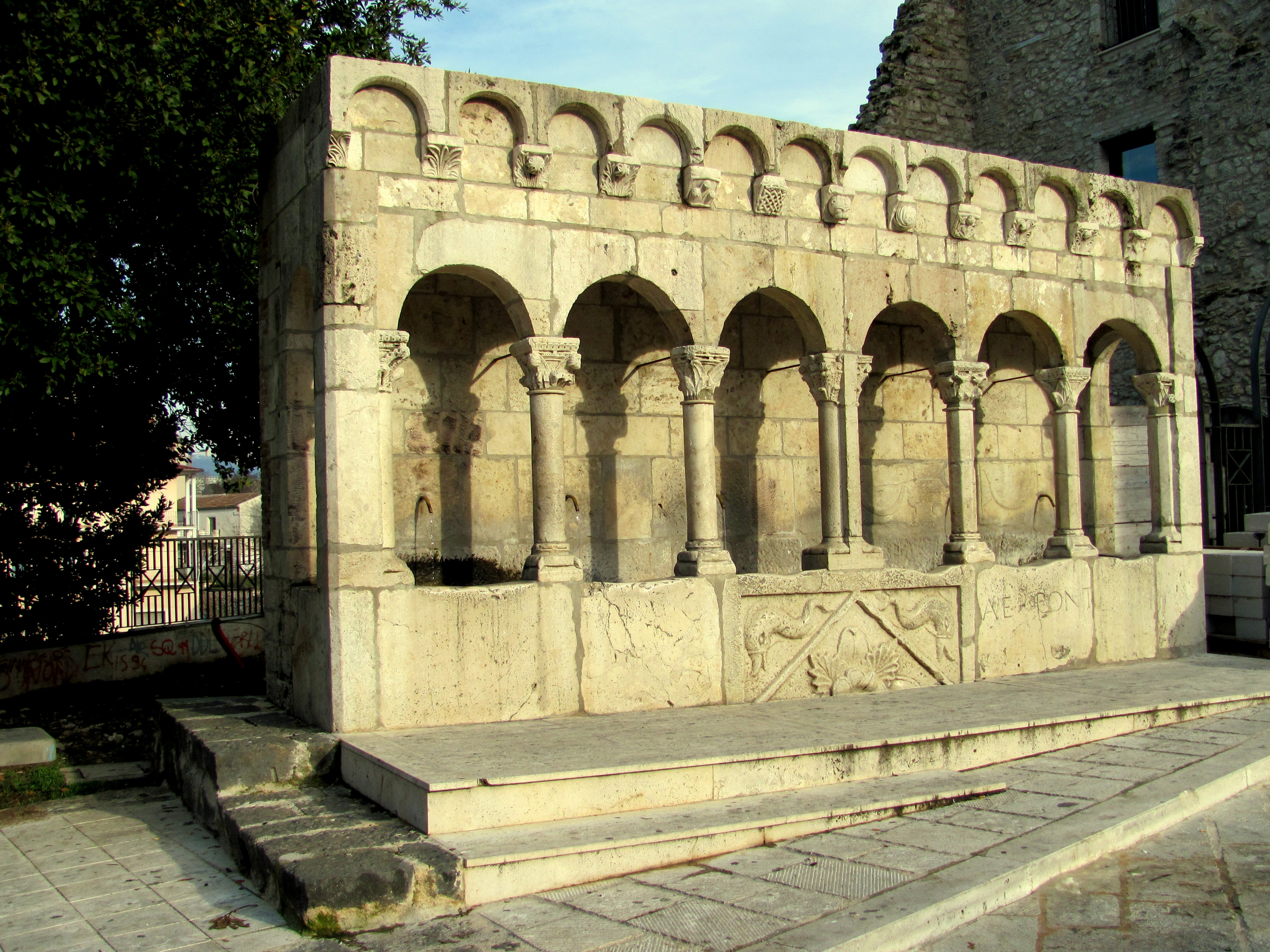
Fontana Fraterna di Isernia: una lastra d'età romana contenente l'epigrafe AE PONT è stata popolarmente interpretata come una dedica proveniente dal monumento sepolcrale di Pilato

La tradizione cristiana ha generato numerose leggende in competizione tra loro sul suo luogo di nascita.
Molte località si contendono l'onore di avergli dato i natali o di averlo ospitato al suo rientro nella penisola italica dopo i fatti evangelici.
Tra le tante troviamo quella che asserisce origini irpine, precisamente nel comune dell'odierna Forino. Marco Livio Druso Claudiano, nonno materno di Tiberio, e Tito Ponzio, presunto nonno di Pilato, sarebbero stati amici e, avendo condiviso insieme molte vicende militari, quando il primo ebbe vasti latifondi attorno alla colonia romana di Abellinum, il secondo avrebbe ottenuto la terra di Forino fino al fiume Fenestrella e all’Avanella, in cui avrebbe gestito un’officina da fabbro. Tito Ponzio avrebbe avuto verso il 58 a.C. un figlio omonimo, anch'egli fabbro. Tito Ponzio Iunior, collaboratore di Agrippa, nel perforare con i suoi punteruoli il sottosuolo forinese (Forinus) per il passaggio dell’acquedotto augusteo, avrebbe a sua volta generato il futuro prefetto verso il 15 a.C. PILATO primipilo ed esperto di metalli e viticoltura.
A San Pio di Fontecchio (AQ) invece vi è un monte detto Montagna di Pilato dove la tradizione locale colloca la villa in cui Pilato si ritirò prima di morire. Il ritrovamento in tempi recenti di resti di edifici d'età romana ha stimolato ulteriormente questa leggenda.
Altre leggende hanno come riferimento l'antica città di Peltuinum (AQ), sostenendo che la villa di Pilato fosse localizzata a Tussio. Ad alimentare ulteriormente la leggenda è sopravvenuto il ritrovamento di due leoni in pietra risalenti al I secolo che porterebbero invece a indicarne la tomba. Sempre a Pilato viene accreditata l'introduzione nell'altopiano di Navelli dello zafferano (Crocus sativus).
Vi è anche una rivendicazione molisana sulla città natale di Pilato, ossia Isernia, per un'epigrafe d'età romana presente sulla storica fontana Fraterna.
Secondo un'altra leggenda, Pilato fu esiliato dall'imperatore Caligola a Vienne, in Gallia, e vi morì suicida. Sulla via per Vienne avrebbe soggiornato prima a Torino, nella Porta Palatina, e poi a Nus in Valle d'Aosta, dove il castello è noto con il nome di "Castello di Pilato", nonostante la costruzione attuale risalga al medioevo.
Altra leggenda vuole i suoi natali ad Atina (FR).

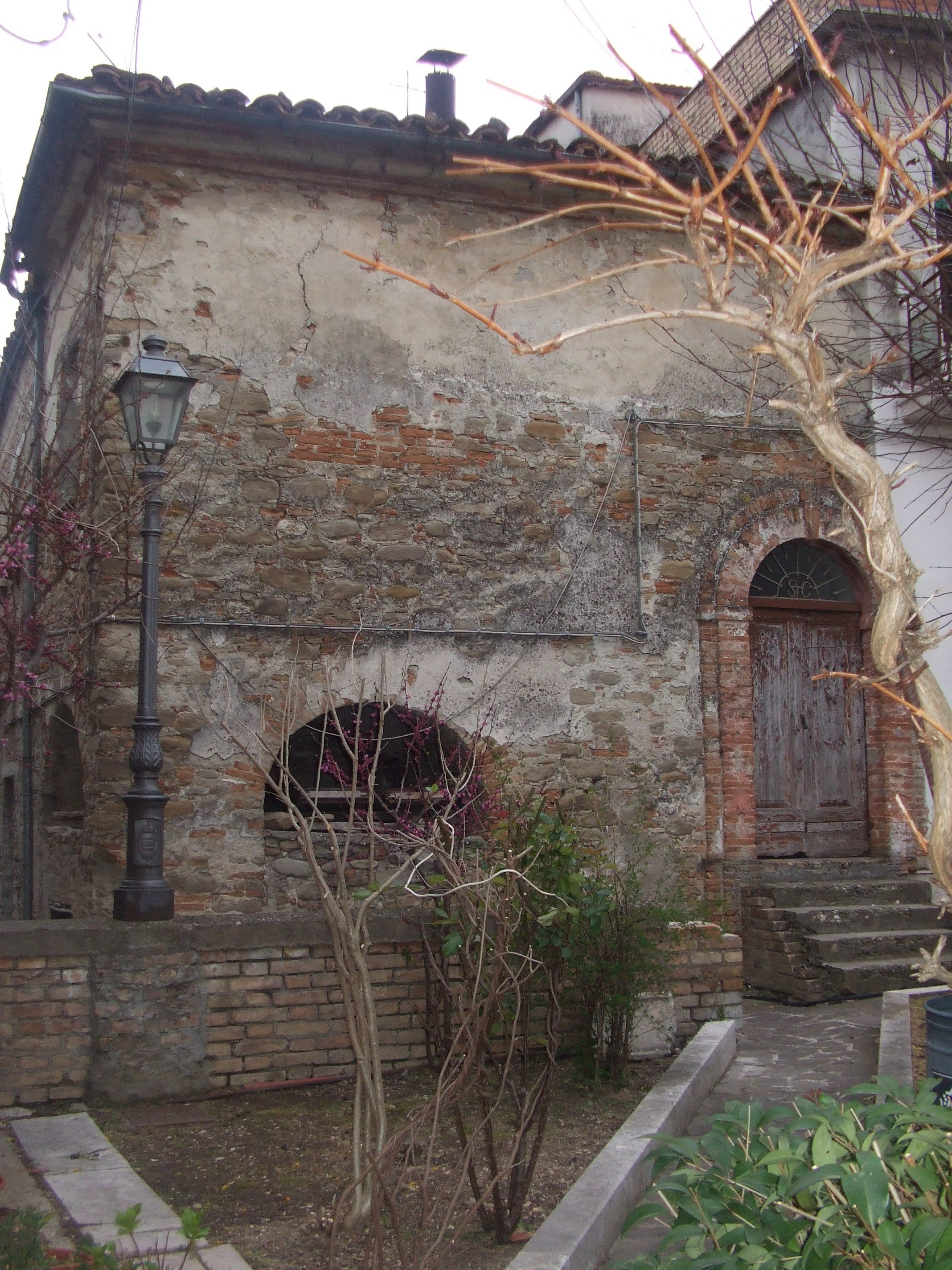
La presunta casa di Pilato a Bisenti (TE)

La tradizione che vuole Bisenti (TE) quale patria di Ponzio Pilato è più articolata rispetto alle versioni riferite ad altri luoghi. Non si limita ad affermare che il prefetto sia nato a Bisenti, ma spiega i dettagli della sua origine bisentina. Secondo questa leggenda (che mescola fatti e personaggi storici a interpretazioni pseudo-storiche) un avo del celebre funzionario romano, Ponzio Aquila, avrebbe partecipato alla congiura delle idi di marzo contro Gaio Giulio Cesare. Con il ristabilirsi dell'ordine pubblico, le famiglie dei cesaricidi furono confinate presso varie città; tra queste i Ponzi furono esiliati in quel di Berethra (da alcuni identificata con Bisenti, forse dal greco Barathon, "valle stretta e profonda"). Nato e cresciuto in questa località, il futuro prefetto avrebbe avuto dunque la possibilità di conoscere le tradizioni ebraiche e apprendere una lingua straniera, l'aramaico. L'allora Berethra, infatti, sarebbe stata ubicata nel cuore di un territorio dell'area centro-adriatica conosciuto in antichità con la denominazione di Palestina Piceni, in quanto colonizzato nel 600 a.C. circa da popolazioni provenienti dalla terra di Canaan. Proprio la conoscenza del linguaggio e delle abitudini simil-giudaiche, apprese vivendo nella "Palestina Piceni", avrebbero avvantaggiato il giovane militare Ponzio Pilato nella nomina di prefetto della Giudea. A Bisenti è visitabile il luogo che la tradizione indica come casa natale di Ponzio Pilato. L'edificio, anche se modificato e ristrutturato nel corso dei secoli, conserva ancora, nel suo impianto, le caratteristiche di una tipica domus romana.  Sotto l'impluvium, è ancora perfettamente conservato un qanat, un sistema di distribuzione idrico diffuso nei territori mediorientali. Non si può dunque escludere che il qanat di Bisenti sia stato realizzato proprio da Ponzio Pilato che, avendone appreso la tecnologia costruttiva in Giudea, una volta tornato in patria avrebbe costruito un sistema idrico del genere.
Sempre legata al territorio abruzzese, vi è l'ipotesi che lo fa discendere dalla famiglia vestina dei Ponzi, i cui membri avrebbero partecipato alla guerra sociale quali condottieri dell'esercito sannita. Questa vecchia tradizione popolare è anche presente in un'opera minore di Ennio Flaiano. È anche riportata da Angelo Paratico in Gli assassini del Karma e da Giacomo Acerbo in Fra due plotoni di esecuzione.
La figura di Ponzio Pilato è legata a diverse tradizioni anche in provincia di Latina: l'isola di Ponza lega il suo nome a una leggenda che lo vuole esiliato qui, mentre i suoi natali sono rivendicati anche dalle antiche città di Cori e Cisterna di Latina.
Notevole è anche la tradizione attestata ad Ameria (oggi Amelia) dove, oltre a essersi tramandata la leggenda del Palazzo di Pilato ed essere attestata la presenza di una villa romana in località monte Pelato (forse da Pilato), nel XVI secolo un'iscrizione ritrovata nei pressi della chiesa abbazia di San Secondo desta sicuramente una certa curiosità. Si parla infatti di un certo ['Pilatus/IIII VIR/QUINQ (UENNALIS) (CIL, XI 4396)].
Tale iscrizione avvalorerebbe quanto riportato nel Vangelo apocrifo degli Atti di Pilato, dove più volte viene citata la città di Ameria quale luogo di esilio e morte del governatore.
Circa la morte esistono diverse ipotesi: giustiziato dall'imperatore Caligola; suicida in Gallia dopo esservi stato esiliato; penitente e convertito al Cristianesimo per influenza della moglie Claudia Procula (canonizzata dalla Chiesa greco-ortodossa); morto a Vienne o presso Latina.
Antoine de La Sale, scrittore e viaggiatore francese del XV secolo, riporta una leggenda raccolta durante un viaggio nell'Italia Centrale secondo cui Ponzio Pilato, riportato a Roma da Vespasiano, fu fatto uccidere e il suo cadavere trasportato, su un carro trainato da buoi, verso le pendici del Monte Vettore, nel massiccio dei Sibillini, per essere infine gettato nel lago che oggi porta il suo nome.

## Influenza nella cultura e nella letteratura
Indipendentemente dal giudizio storico o religioso sulla sua figura, il ruolo centrale avuto da Pilato nelle vicende di Gesù Cristo (e di conseguenza nella nascita del cristianesimo) ne ha fatto uno dei personaggi più citati e utilizzati nella letteratura mondiale. La presenza del suo nome all'interno del Credo cristiano (patì sotto Ponzio Pilato), recitato da tutti i fedeli che partecipano alle celebrazioni eucaristiche in tutto il mondo, rende probabilmente Pilato il personaggio dell'antichità romana più nominato nei secoli. Inoltre Pilato è stato da alcuni identificato nella Divina Commedia di Dante Alighieri dalla perifrasi «Vidi e conobbi l'ombra di colui / Che fece per viltade il gran rifiuto».
Nel racconto Il procuratore della Giudea (1902) dello scrittore francese Anatole France, un Ponzio Pilato vecchio e amareggiato rievoca con un commilitone i vecchi tempi del servizio in Palestina, la litigiosità e la ingovernabilità degli Ebrei, le azioni intraprese e le critiche ricevute, i riconoscimenti e le sanzioni a opera della burocrazia imperiale. Dell'episodio della condanna di un eversore a nome Gesù il Nazareno, pretesa e ottenuta dai maggiorenti locali, nessun ricordo.
Il breve romanzo Ponzio Pilato (1961) di Roger Caillois immagina l'arresto e il processo di Gesù Cristo dal punto di vista di Pilato, che qui è un funzionario imperiale di basso rango dal carattere debole, e un uomo sostanzialmente laico e razionale, incapace di capire ciò che gli appare come il fanatismo degli ebrei. La questione dell'arresto di Gesù gli appare inizialmente come una seccatura politica che rischia di provocare una rivolta, di rovinare le relazioni con l'élite sacerdotale ebraica e la sua reputazione presso i superiori. A Pilato viene consigliato di sacrificare Gesù come il modo più facile per uscire da questa situazione, ma egli esita perché sente che commetterebbe un'ingiustizia. Alla fine, dopo una notte di tormentose riflessioni, Pilato decide di avere la libertà di fare ciò che è giusto e libera Gesù, cambiando così tutta la successiva storia umana.
Il romanzo Il maestro e Margherita (1966-67) dello scrittore russo Michail Afanas'evič Bulgakov contiene un romanzo nel romanzo incentrato sull'incontro tra Pilato e Yeshua (il nome ebraico di Gesù). Nel romanzo di Bulgakov è infatti presente una riscrittura del processo a Gesù dei Vangeli. Nel finale (nel capitolo Il perdono e il rifugio eterno), Pilato guarda con occhi ciechi il disco della luna, condannato insieme al suo unico amico fedele guardiano, un cane scuro (... chi ama deve condividere la sorte dell'oggetto del suo amore), a dormire da duemila anni in un luogo deserto, ma colpito dall'insonnia quando c'è la luna piena.
Friedrich Nietzsche loda Pilato come figura intellettuale aristocratica in un aforisma del saggio L'anticristo:
(Nietzsche)

## Filmografia su Ponzio Pilato
- Ponzio Pilato, regia di Gian Paolo Callegari e Irving Rapper (1962)[45]
- L'inchiesta, regia di Damiano Damiani (1986)[46]
- Secondo Ponzio Pilato, regia di Luigi Magni (1987)[47]
- Il Maestro e Margherita, regia di Vladimir Bortko (2005), trasposizione televisiva in 10 puntate dell'omonimo romanzo di Bulgakov[48]

### Riferimenti
1. 1 2 3  (EN) Arthur Barnes, Pontius Pilate, su The Catholic Encyclopedia, newadvent.org, vol. 12, New York, Robert Appleton Company, 1911. URL consultato il 23 ottobre 2021.
2. 1 2  Jean-Pierre Lémonon, Ponce Pilate, Les Editions de l'Atelier, 2007.
3. 1 2 3 4 5   Giuseppe Ricciotti e Raffaele Corso, Ponzio Pilato, in Enciclopedia Italiana, Roma, Istituto dell'Enciclopedia Italiana, 1935. URL consultato il 23 ottobre 2021.
4. ↑  Maier, Paul L. (1968). "Sejanus, Pilate, and the Date of the Crucifixion". Church History. 37 (1): 3–13.
5. ↑  McGing, Brian C. (1991). "Pontius Pilate and the Sources". The Catholic Biblical Quarterly. 53 (3): 427.
6. ↑  Flavio Giuseppe, Guerra Giudaica, ii.169-171 (traduzione italiana  disponibile qui (PDF)).
7. ↑  Flavio Giuseppe, Guerra Giudaica, ii.175-177.
8. ↑  Filone Alessandrino, Legatio ad Gaium, 302.
9. ↑  Helen K. Bond, Pontius Pilate in History and Interpretation, Cambridge, Cambridge University Press, 1998, p. 7.
10. ↑  McGing, Brian C. (1991). "Pontius Pilate and the Sources". The Catholic Biblical Quarterly. 53 (3): 415–416.
11. 1 2  Flavio Giuseppe, Antichità giudaiche, xviii.85-89 (traduzione italiana  disponibile qui (PDF) (archiviato dall'url originale il 4 marzo 2016)).
12. ↑  Svetonio, Gaio Cesare, XV.
13. ↑   Descrizione dell'incisione menzionante Ponzio Pilato a Cesarea (archiviato dall'url originale il 20 agosto 2014)..
14. ↑   iscrizione di Cesarea, su pilloledistoria.it.
15. ↑  Vedi la sezione "Storicità e attendibilità del processo" alla voce "Processo di Gesù". (cfr. per esempio: Raymond E. Brown, The Death of the Messiah Vol. 1, Anchor Yale Bible, 2010, p. 556, ISBN 978-0-300-14009-5; John Dominic Crossan, Who killed Jesus?, HarperOne, 1995, pp. 116-117, ISBN 978-0-06-061480-5; Rudolf Bultmann, History of the Synoptic Tradition, Hendrickson Publisher, 1963, p. 272, ISBN 1-56563-041-6; Bart Ehrman, Prima dei vangeli, Carocci Editore, 2017, pp. 131-135, ISBN 978-88-430-8869-0.).
16. ↑  Stephen L. Harris, Understanding the Bible, Mayfield, Palo Alto 1985.
17. ↑  Raymond E. Brown, Joseph A. Fitzmyer, Roland E. Murphy, Nuovo Grande Commentario Biblico, Queriniana, 2002, p. 818, ISBN 88-399-0054-3.
18. ↑  John Dominic Crossan, Who killed Jesus?, HarperOne, 1995, pp. 148, 174-178, ISBN 978-0-06-061480-5.
19. ↑  Cfr, tra gli altri: Raymond E. Brown, The Death of the Messiah Vol. 1, Anchor Yale Bible, 2010, p. 753, ISBN 978-0-300-14009-5; Bart Ehrman, Prima dei vangeli, Carocci Editore, 2017, pp. 135-137, ISBN 978-88-430-8869-0; Adriana Destro e Mauro Pesce, La morte di Gesù, Rizzoli, 2014, pp. 78-79, ISBN 978-88-17-07429-2.
20. ↑  Vedi voce "Processo di Gesù" e cfr: Raymond E. Brown, The Death of the Messiah Vol. 1, Anchor Yale Bible, 2010, pp. 758-759, 860-861, ISBN 978-0-300-14009-5; John Dominic Crossan, Who killed Jesus?, HarperOne, 1995, pp. 99, 116-117, 148, ISBN 978-0-06-061480-5; Raymond E. Brown, Joseph A. Fitzmyer, Roland E. Murphy, Nuovo Grande Commentario Biblico, Queriniana, 2002, p. 818, ISBN 88-399-0054-3.
21. ↑   Mt27,24-25, su La Parola - La Sacra Bibbia in italiano in Internet.
22. ↑   Mt27,3-10, su laparola.net..
23. ↑  "E tutto il popolo rispose: «Il suo sangue ricada sopra di noi e sopra i nostri figli»" ( Mt27,25, su laparola.net.).
24. ↑  Adriana Destro e Mauro Pesce, La morte di Gesù, Rizzoli, 2014, pp. 125-126, 290, ISBN 978-88-17-07429-2.
25. ↑   Mc15,15-16; Mt27,26-27; Lc23,16-26; Gv19,1-17, su laparola.net..
26. ↑  Eusebio, Historia Ecclesiae II: 7.
27. ↑   Agapius, Universal History (1909) part 2. pp.1-287., su tertullian.org. URL consultato il 25 giugno 2025.
28. ↑  (EN) Flavius Josephus, Josephus, the Essential Writings: A Condensation of Jewish Antiquities and The Jewish War, Kregel Publications, 1988, ISBN 978-0-8254-2963-7. URL consultato il 7 settembre 2021.
29. ↑  (EN) Robert Van Voorst, Jesus Outside the New Testament: An Introduction to the Ancient Evidence, Wm. B. Eerdmans Publishing, 13 aprile 2000,  pp. 509-511, ISBN 978-0-8028-4368-5. URL consultato il 7 settembre 2021.
30. ↑   John P. Meier, Un ebreo marginale. Ripensare il Gesù storico, Queriniana, 2001, ISBN 978-88-399-0417-1.
31. ↑   Bart D. Ehrman, Gesù è davvero esistito? Un'inchiesta storica, Mondadori, 2013,  pp. 64, 350, ISBN 978-88-04-63232-0. URL consultato il 7 settembre 2021.
32. ↑   Ed Parish Sanders, Gesù: la verità storica, Club degli editori, 1995. URL consultato il 7 settembre 2021.
33. ↑   James Carleton Paget, SOME OBSERVATIONS ON JOSEPHUS AND CHRISTIANITY, in The Journal of Theological Studies, vol. 52, n. 2, 2001,  pp. 539-624. URL consultato il 7 settembre 2021.
34. ↑   Luciano Canfora, La conversione: come Giuseppe Flavio fu cristianizzato, Salerno editrice, 2021, ISBN 978-88-6973-573-8. URL consultato il 7 settembre 2021.
35. ↑  (EN) Jesus in the Eyes of Josephus, su Standpoint, 14 dicembre 2009. URL consultato il 7 settembre 2021 (archiviato dall'url originale il 18 settembre 2021).
36. ↑  Flavio Giuseppe, Guerra Giudaica II, 8.
37. ↑   Santa Claudia Procula e Pilato.
38. ↑   morte di Pilato, su pilloledistoria.it.
39. ↑  Giovanni Pascoli, Colui che fece il gran rifiuto, in "Il Marzocco", a. VII, n. 27, 6 luglio 1902
40. ↑  Dante Alighieri, La Divina Commedia. Inferno, a cura di Natalino Sapegno, Venezia, La Nova Italia, 1984
41. ↑  Giovanni Iannucci, Pilato l'ignavo. Esegesi evangelico-dantesca, Bologna, Forni, 1974
42. ↑  Ottaviano Giannangeli, Fu Pilato e non Celestino V l'autore del "gran rifiuto" in Dante, in "Il Monitore", Pescara, marzo 1999
43. ↑  Michail Afanas'evič Bulgakov, Il Maestro e Margherita, Rimini, Guaraldi 1995, p. 440.
44. ↑  F. Nietzsche, L'Anticristo, Newton Compton, Roma, 1977, pagg. 38 e 70
45. ↑   PONZIO PILATO - Film (1961), su ComingSoon.it. URL consultato il 13 febbraio 2022.
46. ↑   L'inchiesta - Film (1986), su ComingSoon.it. URL consultato il 13 febbraio 2022.
47. ↑   MYmovies.it, Secondo Ponzio Pilato, su MYmovies.it. URL consultato il 13 febbraio 2022.
48. ↑   The Master and Margarita (TV Mini-Series 2005-). URL consultato il 18 luglio 2017.